# Pedión tou Áreos
Pedión tou Áreos (en grec moderne : Πεδίον του Άρεως - « Champ-de-Mars », en français) est un quartier d'Athènes, en Grèce, délimité par l'avenue Alexándras et les rues Pétrou Kalligá, Evelpídon et Mavromateon. Le quartier est bordé par Gýzi et Neápoli à l'est, Kypséli à l'ouest et Polýgono au nord-ouest. Il prend son nom du parc du Champ-de-Mars qui se situe au centre de ce quartier.
Dans ce quartier était implantée l'école des Évelpides jusqu'en septembre 1982, date à laquelle elle est déplacée dans de nouveaux locaux à Vari.

## Source
- (el) Cet article est partiellement ou en totalité issu de l’article de Wikipédia en grec moderne intitulé « Πεδίον του Άρεως » (voir la liste des auteurs).